# Neolophonotus variabilis
Neolophonotus variabilis là một loài ruồi trong họ Asilidae. Neolophonotus variabilis được Londt miêu tả năm 1986. Loài này phân bố ở vùng nhiệt đới châu Phi.